# Биляк, Василь
Васи́ль Би́ляк (словац. Vasiľ Biľak, укр. Василь Біляк; 11 августа 1917, Крайна Быстра у Свидника — 6 февраля 2014, Братислава) — чехословацкий коммунистический политик и государственный деятель, член Политбюро, секретарь ЦК Компартии Чехословакии, лидер неосталинистского крыла КПЧ. Отличался просоветской ориентацией, был противником Пражской весны. В августе 1968 инициировал призыв в Чехословакию войск Варшавского договора. В 1970—1980-х принадлежал к ключевым фигурам консервативной «нормализации». После Бархатной революции жил в Словакии. Привлекался к судебной ответственности, но осуждён не был.

## Ранние годы
Родился в бедной русинской семье из небольшой шаришской деревни (в то время территория Австро-Венгрии). Во всех официальных документах именовал себя украинцем. Условия жизни были тяжёлыми. Василь рано лишился родителей, из многодетной семьи выжили лишь двое братьев. С детства вынужден был работать пастухом.
После смерти матери Василь Биляк вместе со старшим братом покинул родную деревню. Обучился на портного в Градец-Кралове. Приобрёл высокую профессиональную квалификацию, перебрался в Братиславу. Работал портным в известных салонах. С 1936 Василь Биляк состоял в прокоммунистическом профсоюзе.
Во время нацистской оккупации Чехословакии Биляк был призван в армию пронацистского Словацкого государства, но сумел избежать службы в боевых подразделениях. Участвовал в Словацком национальном восстании.

## Партийный руководитель в Словакии
После освобождения Чехословакии в 1945 Василь Биляк вступил в Компартию Чехословакии (ранее его заявления о приёме в КПЧ дважды отклонялись). Решительно поддержал февральский переворот 1948 и установление монопольной власти КПЧ.
С 1950 Василь Биляк занимал должности в аппарате КПЧ. Был функционером регионального комитета Компартии Словакии (КПС, словацкая структура КПЧ) в Братиславе. В 1953 окончил Высшую политическую школу ЦК КПЧ, получил степень доктора общественно-политических наук. Был энергичным сторонником Клемента Готвальда и его режима, проводил политику жёсткого партийного контроля и государственной централизации. В то же время сведений о непосредственном участии Биляка в политических репрессиях нет.
С 1954 Василь Биляк — член ЦК КПЧ. В 1955—1971 функционер. Возглавлял городской партийный комитет в Прешове. Занимал пост уполномоченного по образованию и культуре в Совете уполномоченных — органе исполнительной власти Словакии начала 1960-х. С 1954 — депутат Словацкого национального совета, с 1960 — Национального собрания ЧССР. В 1962—1968 Василь Биляк — секретарь ЦК КПС по идеологии.
На партийных и государственных постах в Словакии Василь Биляк проводил относительно умеренный курс. В частности, он старался не форсировать политику коллективизации в сельской местности, допустил роспуск принудительно созданных кооперативов, разрешал местной интеллигенции дискуссии по вопросам культуры. При этом он — будучи этническим украинцем — поддерживал словацкое население в национальных конфликтах (например, по вопросу о школьном обучении на украинском языке). Биляк выступал как представитель словаков, прежде всего крестьян, знающий их нужды и способный отстаивать в органах власти.
В 1963 Василь Биляк занял пост второго секретаря ЦК КПС. Первым секретарём был Александр Дубчек, с которым у Биляка складывались тогда отношения служебного сотрудничества и личного приятельства.
Но при этом Василь Биляк отличался выраженной ориентацией на СССР. В 1956 он с большой тревогой и враждебностью воспринял антикоммунистическое Венгерское восстание и Польский Октябрь — прежде всего из-за антисоветской направленности.

## В подавлении Пражской весны
Василь Биляк активно поддержал Александра Дубчека во внутрипартийном противостоянии конца 1967 — начале 1968. Он участвовал в отстранении Антонина Новотного и избрании Дубчека первым секретарём ЦК КПЧ. Среди его мотивов было недовольство централизаторской политикой Новотного в отношении Словакии.
Начало Пражской весны было отмечено карьерным взлётом Биляка. В апреле 1968 он стал членом Политбюро ЦК КПЧ. Но уже тогда Биляк негативно воспринимал реформаторские планы Дубчека и его сторонников, которые отнюдь не сводились к его собственному продвижению во власти. Решающее значения для Биляка имело категорическое неприятие социализма с человеческим лицом в руководстве КПСС. Он опасался также, что дальнейшие реформы приведут к утрате политической монополии КПЧ.
Василь Биляк, наряду с Вильямом Шалговичем и Алоисом Индрой стал центром консолидации неосталинистских консерваторов в аппарате КПЧ. Биляк был сторонником фактического государственного переворота — создания «рабоче-крестьянского правительства», которое обратится за помощью к СССР. Реально ситуация, как известно, сложилась несколько иначе.
Основным шагом контрреформистской фракции стало т. н. «Пригласительное письмо» в ЦК КПСС — обращение за «помощью и поддержкой всеми имеющимися средствами» для «спасения от опасности неминуемой контрреволюции». Этот документ подписали пять членов руководства КПЧ: Василь Биляк, Алоис Индра, Антонин Капек, Драгомир Кольдер, Олдржих Швестка. Через несколько дней, 21 августа 1968, последовал ввод в Чехословакию войск Варшавского договора.

## Идеолог и организатор «Нормализации»

### В высшем руководстве
В период консервативной «нормализации» Василь Биляк являлся одним из высших руководителей КПЧ. Он состоял в Политбюро и занимал пост секретаря ЦК КПЧ по идеологии и по международным делам. Его непосредственным подчинённым по идеологической линии первоначально был Олдржих Швестка как заведующий идеологическим отделом. Временами Биляк считался вторым человеком в иерархии КПЧ и ЧССР после Густава Гусака.
Василь Биляк являлся автором установочного документа ЦК КПЧ «Уроки кризисного развития» (10 декабря 1970). Пражская весна характеризовалась как «происки международного антикоммунизма и правооппортунистических сил», резко осуждались её лидеры, ввод войск Варшавского договора назывался «братской помощью», провозглашалась руководящая роль КПЧ и неуклонное следование марксизму-ленинизму. Биляк насаждал жёсткий партийно-идеологический контроль, административную централизацию, санкционировал преследования диссидентов. Во внешней политике Биляк неуклонно поддерживал политику СССР и КПСС — как в разрядке 1970-х, так и в Холодной войне первой половины 1980-х.
При этом отношения между Гусаком и Биляком были отчуждёнными и периодически напряжёнными. Гусак опасался амбиций «серого кардинала» Биляка, называл его «злым духом партии». Но Биляк был очень сильной политической фигурой и отодвинуть его на второй план — как Индру или Шалговича — не удавалось.

### Проблемы от Перестройки
Просоветская ориентация Василя Биляка создала ему немало проблем, когда началась Перестройка. Не высказывая открытой критики, Биляк пытался укрепить консервативную линию в руководстве КПЧ и создать своеобразную коалицию консервативных компартий — КПЧ, СЕПГ, БКП, РКП. Соответствующее зондирование он проводил в ноябре 1988 в беседе с Эрихом Хонеккером.
В 1987, когда Густав Гусак, оставаясь президентом ЧССР, покинул пост генерального секретаря ЦК КПЧ, на его место претендовал Василь Биляк. Однако большинство руководителей КПЧ и горбачёвское руководство КПСС предпочли более умеренного Милоша Якеша. Отставка Биляка стала вопросом короткого времени. 15 декабря 1988 Биляк был выведен из Политбюро и снят с поста секретаря ЦК КПЧ.

## После отставки
Победа Бархатной революции 1989 неизбежно означала для Василя Биляка уголовное преследование. Новое руководство КПЧ объявило о намерении следовать курсом Пражской весны. Биляк с группой других деятелей «нормализации» был исключён из партии. Вскоре КПЧ была отстранена от власти. Не дожидаясь дальнейшего, Биляк перебрался в Братиславу — в Словакии его помнили как защитника национальных интересов. В июне 1990 года он был ненадолго взят под стражу как «подозреваемый в совершении серьёзных, наказуемых законом действий».
В 1992, по результатам Бархатного развода, Словакия стала независимым государством. Биляк жил у своего зятя и политического единомышленника Йозефа Шевца, председателя ортодоксальной Компартии Словакии.
Попытка привлечь Биляка к суду всё же была предпринята, уголовное дело возбуждено. Основанием являлась его роль в приглашении иностранных войск на территорию Чехословакии. Однако в 2011 словацкая прокуратура объявила о закрытии дела «за невозможностью допросить ключевых свидетелей из Чехии». Кроме того, оригинал «Пригласительного письма» находился в Москве, а российские власти соглашались передать только копию, которая не рассматривалась как полное доказательство.
К тому времени Василь Биляк оставался единственным живым подписантом «Пригласительного письма» — Индра, Кольдер и Швестка скончались, Капек покончил с собой. Сам он отрицал свою вину, утверждая, будто «не писал Брежневу» (формально послание было направлено не лично Брежневу, а ЦК КПСС). При этом коммунист-атеист Биляк ссылался на христианские и гражданские чувства. До конца жизни Биляк не сомневался в правильности своих действий 1968 года. Интересно, что некоторые сторонники Биляка из числа ветеранов КПЧ утверждают, будто он «не мог призвать на территорию Чехословакии Советскую армию, поскольку не было большего патриота, чем Василь Биляк» (в 1968 году они не квалифицировали обращение к СССР как антипатриотичный поступок).

## Смерть и память
Василь Биляк умер в Братиславе в возрасте 96 лет. На похоронах присутствовали Милош Якеш, последний начальник Службы госбезопасности ЧССР (StB) Алоиз Лоренц, бывший ректор Высший политшколы ЦК КПЧ Ян Фойтик, посол РФ в Словакии Павел Кузнецов. При этом отмечалось отсутствие официальных представителей Компартии Чехии и Моравии.
Год спустя по инициативе компартии в его родном селении Крайна Быстра был установлен памятный знак — мемориальная доска и бюст. На следующий день мемориал был осквернён: известные словацкие художники и общественные активисты Петер Калмус и Любош Лоренц закрасили доску в красный цвет и написали слово Sviňa. Свою акцию они объяснили протестом против увековечивания памяти политика, по вине которого в августе 1968 года погибли десятки чехов и словаков. Установку памятника Василю Биляку осудил и словацкий Институт национальной памяти.
Василь Биляк был женат, имел сына и дочь.